# Trimeresurus medoensis
Trimeresurus medoensis là một loài rắn trong họ Rắn lục. Loài này được Zhao mô tả khoa học đầu tiên năm 1977.